# 에덴 벤 바사트
에덴 벤 바사트(히브리어: עדן בן בסט, Eden Ben Basat, 1986년 9월 8일, ~ )는 이스라엘의 전 축구 선수이다.